# USS Tanager (AM-5)
USS Tanager (AM-5) trałowiec typu Lapwing służący w United States Navy w okresie I wojny światowej i II wojny światowej.
Stępkę jednostki położono 28 września 1917 w stoczni Staten Island Shipbuilding Co. Okręt zwodowano 2 marca 1918, matką chrzestną była pani G. H. Bates. Jednostka weszła do służby 28 czerwca 1918, pierwszym dowódcą został Lt. (jg.) Michael Higgins.
I wojnę światową spędził głównie na wodach europejskich. W latach 1920–1941 operował z Pearl Harbor. W momencie wybuchu wojny na Pacyfiku znajdował się na Filipinach. Zatopiony przez japońską artylerię nabrzeżną 4 maja 1942.
Otrzymał jedną battle star za służbę w czasie II wojny światowej.